# 积分符号
∫符号{\displaystyle \int }是数学中用来表示积分的符号。此符号由德国数学家戈特弗里德·莱布尼茨（Gottfried Wilhelm von Leibniz）于17世纪末开始使用。此符号的形状基于ſ（长s）字符，因为积分是一种极限的求和（sum），故此选用ſ作为积分符号的基础。
∫符号的Unicode代码是U+222B，在LaTeX中的代码是 \int 。在HTML代码中，此符号可以写作&#x222b;（十六进制），&#8747;（十进制）或者&int;（命名实体）。

积分符号

早期的IBM PC的代码页437字符集中，使用了一对字符⌠和⌡（各自的为代码244和245）来显示积分符号。在随后的MS-DOS代码页中放弃了这种方式，但是出于兼容性考虑仍在Unicode中保留了这两个字符（分别是U+2320和U+2321）。
积分符号∫与国际音标符号ʃ（念做esh）看起来十分相似，但是不应混淆。
相关的符号还包括∬（二重积分, U+222C）, ∭（三重积分, U+222D）, ∮（曲线积分, U+222E）, ∯（面积分, U+222F）, 以及 ∰（体积分, U+2230）。

## 在不同语言中的排版方式
在不同的语言中，积分符号的形状会有细微的差别。

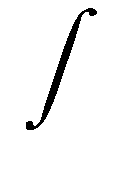
在英文数学文献、教科書中，积分符号向右倾斜。
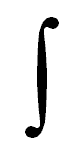
在德文数学文献中，积分符号保持竖直。
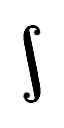
在俄文数学文献中，积分符号向左倾斜。

另一处不同点是定积分中极限的位置。在英文文献中，极限通常在积分符号右侧，如：{\displaystyle \int _{0}^{T}f(t)\;dt}
但是按照德文和俄文的传统，极限在积分符号的上下方，使得被积式占据更多的垂直空间，如：{\displaystyle \int \limits _{0}^{T}f(t)\;\mathrm {d} t}

## 另見
- 长s
- F孔